# コスドルフの戦い
コスドルフの戦い（コスドルフのたたかい、ドイツ語: Gefecht bei Koßdorf）は、七年戦争中の1760年2月20日、ザクセン選帝侯領のコスドルフにおいてプロイセン軍とオーストリア軍の間で生起した戦闘。

## 経過

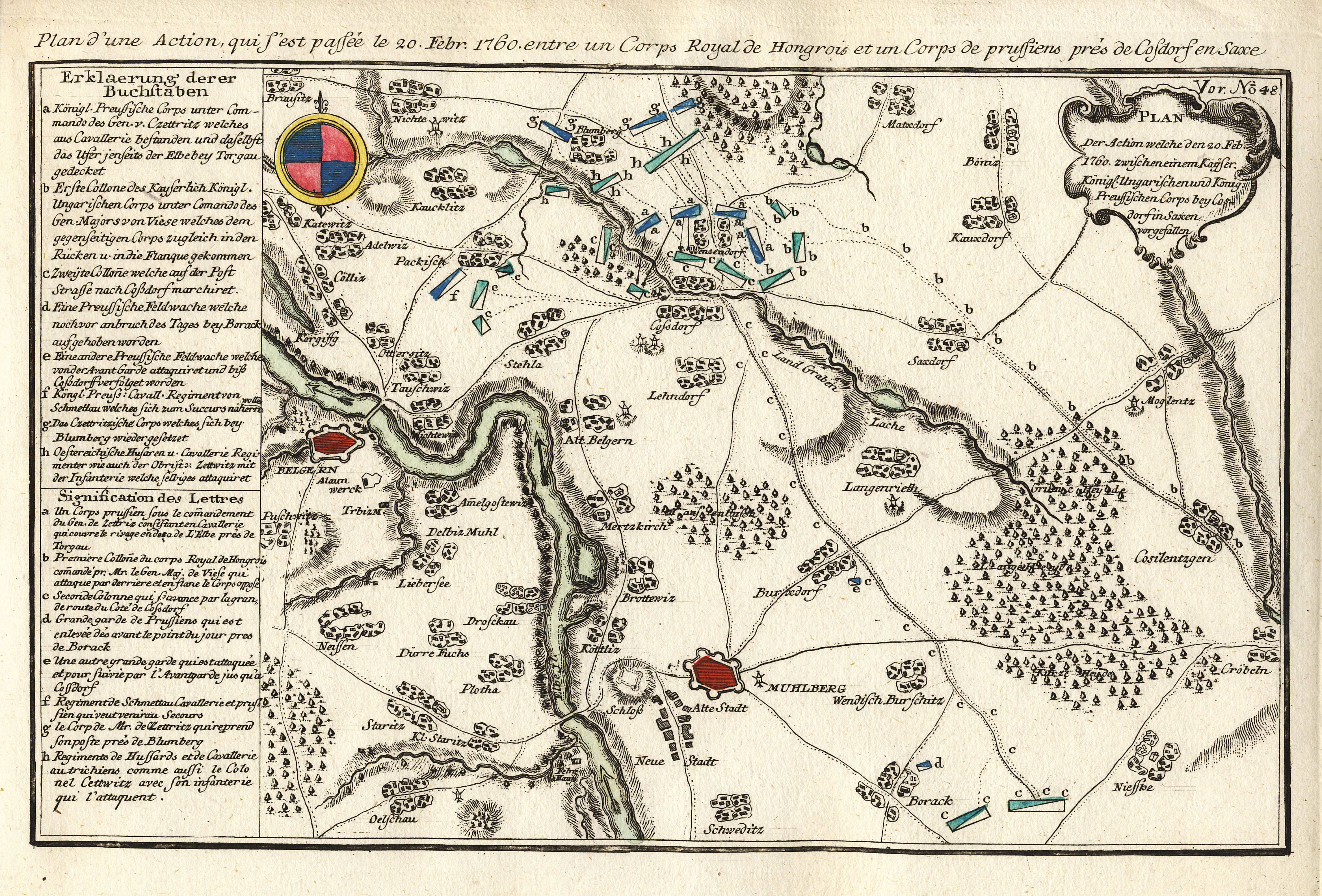
戦闘の地図

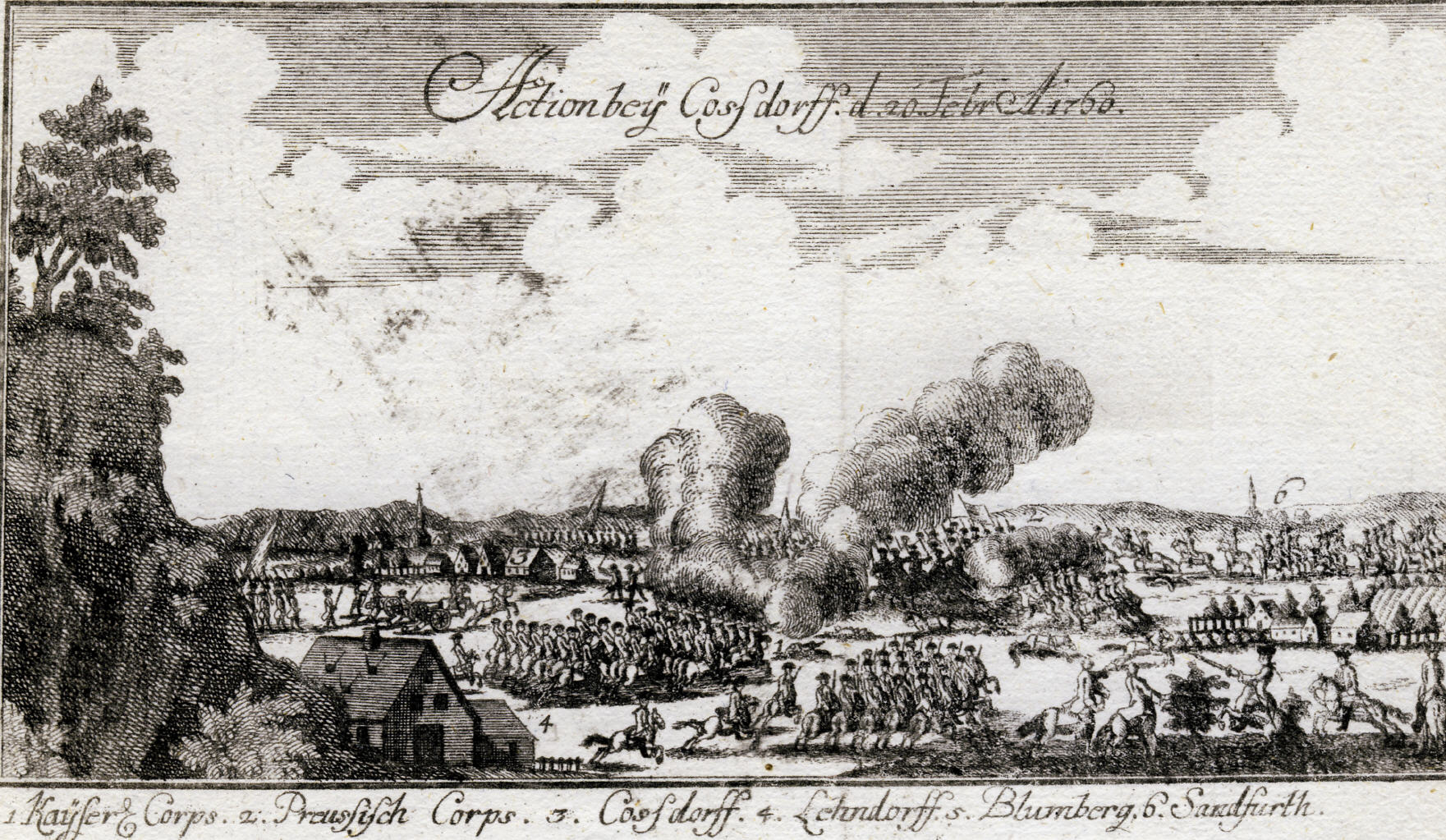
コスドルフの戦い、1761年作。

1760年2月20日、エルンスト・ハインリヒ・フォン・チェットリッツ率いるプロイセン軍はミュールベルク近くのコスドルフで野営していたところ、フィリップ・レヴァン・フォン・ベック率いるオーストリア軍に襲われた。前哨地の守備軍は蹴散らされたが、ブルクスドルフにいる前衛が前進していたオーストリア軍に気づいて抵抗した。戦闘の騒音でコスドルフにいるチェットリッツ以下プロイセン軍本隊がオーストリア軍の接近に気づいたが、チェットリッツは不幸にも戦闘中に落馬して捕虜になった。指揮を引き継いだレヴァン・アウグスト・フォン・ディンゲルシュテットはブルンベルクにいるクルト・フリードリヒ・フォン・フランスの騎兵を呼び寄せ、増援が来るまで耐えたことでオーストリア軍を撃退した。

## その後
プロイセン軍は辛勝したが、指揮官のチェットリッツが捕虜にされ、彼の荷物からプロイセン王フリードリヒ2世の秘密命令が書かれた『プロイセン国王の将軍への軍事教令』という本が見つかり、翌年にオーストリアで出版された。